# Air Iceland
Air Iceland (en islandés: Flugfélag Íslands) es una aerolínea regional con sede central en el aeropuerto de Reikiavik en Reikiavik, la capital de Islandia. Opera vuelos dentro de Islandia, y a destinos cercanos como Groenlandia e Islas Faroe. Su otra base es el aeropuerto de Akureyri, en la localidad del mismo nombre. Es una filial de Icelandair Group.

## Historia
La aerolínea fue fundada en Akureyri por Tryggvi Helgason como Nordurflug, y comenzó a operar como Flugfelag Nordurlands el 1 de mayo de 1975. 
Una reorganización y fusión entre Icelandair Domestic y Norlandair (Flugfélag Nordurlands) tuvo como resultado el nombre actual desde 1997. Es propiedad de Icelandair Group y tenía 226 empleados en marzo de 2007.

## Destinos
| Países      | Destinos         | Aeropuertos                | Notas                        |
| ----------- | ---------------- | -------------------------- | ---------------------------- |
| Groenlandia | Ilulissat        | Aeropuerto de Ilulissat    | Estacional                   |
| Groenlandia | Ittoqqortoormiit | Aeropuerto Nerlerit Inaat  |                              |
| Groenlandia | Kulusuk          | Aeropuerto de Kulusuk      |                              |
| Groenlandia | Narsarsuaq       | Aeropuerto de Narsarsuaq   | Estacional                   |
| Groenlandia | Nuuk             | Aeropuerto de Nuuk         |                              |
| Islandia    | Akureyri         | Aeropuerto de Akureyri     | Hub secundario               |
| Islandia    | Egilsstaðir      | Aeropuerto de Egilsstaðir  |                              |
| Islandia    | Grímsey          | Aeropuerto de Grímsey      | Operado por Norlandair       |
| Islandia    | Ísafjörður       | Aeropuerto de Ísafjörður   |                              |
| Islandia    | Reikiavik        | Aeropuerto de Reikiavik    | Hub principal                |
| Islandia    | Þórshöfn         | Aeropuerto de Þórshöfn     | Operado por Norlandair       |
| Islandia    | Vopnafjörður     | Aeropuerto de Vopnafjörður | Operado por Norlandair       |
| Islas Feroe | Vágar            | Aeropuerto de Vágar        | Operado por Atlantic Airways |

## Flota histórica
La flota de Air Iceland se compone de las siguientes aeronaves:
| Aeronaves                      | En servicio | Pedidos | Pasajeros (clase única)                              | Matrículas                                           | Antigüedad                                           |
| ------------------------------ | ----------- | ------- | ---------------------------------------------------- | ---------------------------------------------------- | ---------------------------------------------------- |
| De Havilland Canada Dash 8-200 | 3           | —       | 37                                                   | TF-FXK                                               | 28,3 años                                            |
| De Havilland Canada Dash 8-200 | 3           | —       | 37                                                   | TF-FXG                                               | 28,2 años                                            |
| De Havilland Canada Dash 8-200 | 3           | —       | 37                                                   | TF-FXH                                               | 27,7 años                                            |
| De Havilland Canada Dash 8-400 | 3           | —       | 76                                                   | TF-FXA                                               | 24,4 años                                            |
| De Havilland Canada Dash 8-400 | 3           | —       | 72                                                   | TF-FXI                                               | 23,7 años                                            |
| De Havilland Canada Dash 8-400 | 3           | —       | 78                                                   | TF-FXE                                               | 12,2 años                                            |
| Total                          | 6           | —       | Edad media de la flota (octubre de 2024): 24,1 años. | Edad media de la flota (octubre de 2024): 24,1 años. | Edad media de la flota (octubre de 2024): 24,1 años. |

### Flota histórica
| Aeronaves                            | Total | Introducido | Retirado | Matrículas                                                                                                |
| ------------------------------------ | ----- | ----------- | -------- | --- |
| ATR 42                               | 2     | 2000        | 2003     | TF-ELK y TF-ELJ                                                                                           |
| De Havilland Canada DHC-6 Twin Otter | 2     | 1987        | 2010     | TF-JMC y TF-JMD                                                                                           |
| Douglas DC-3/C-47                    | 3     | 1947        | 1967     | TF-ISD, TF-ISA y TF-ISG                                                                                   |
| Douglas DC-4                         | 1     | 1964        | 1964     | TF-FIM |
| Dornier Do 228                       | 1     | 2000        | 2001     | TF-ELA |
| Fairchild Swearingen Metroliner      | 2     | 1997        | 2005     | TF-JME y TF-JML                                                                                           |
| Fokker 50                            | 8     | 2001        | 2017     | TF-JMG, TF-JMO, TF-JMM, TF-JMN, TF-FIR (rrg. TF-JMR), TF-FIS (rrg. TF-JMS), TF-FIT (rrg. TF-JMT) y TF-JMU |

## Accidentes e incidentes
- El 4 de marzo de 2011, el Dash 8 TF-JMB cuando estaba aterrizando en el aeropuerto de Nuuk recibió el impacto de una microrráfaga y el tren principal derecho se partió provocando que el avión se saliera de pista. Las 31 personas que viajaban a bordo resultaron ilesas.[5]